# فابریس هارتمن
فابریس هارتمن (آلمانی: Fabrice Hartmann؛ زادهٔ ۲ مارس ۲۰۰۱) بازیکن فوتبال اهل آلمان است.
از باشگاه‌هایی که در آن بازی کرده‌است می‌توان به باشگاه فوتبال لایپزیگ اشاره کرد.
وی همچنین در تیم‌های ملی فوتبال جوانان آلمان، جوانان آلمان، جوانان آلمان، و جوانان آلمان بازی کرده‌است.